# Lizzie (film, 2018)
Pour les articles homonymes, voir Lizzie.
Pour plus de détails, voir Fiche technique et Distribution.
Lizzie est un drame biographique réalisé par Craig William Macneill, sorti en 2018. Il s’agit de l'histoire vraie de Lizzie Borden.

## Synopsis
En 1892, Lizzie Borden est accusée, puis acquittée, du double meurtre de son père et de sa belle-mère,.

## Fiche technique
- Titre original : Lizzie
- Réalisation : Craig William Macneill
- Scénario : Bryce Kass
- Costumes : Natalie O'Brien
- Photographie : Noah Greenberg
- Montage : Abbi Jutkowitz
- Production : Naomi Despres et Elizabeth Destro
- Sociétés de production : Artina Films, Destro Films et Playtone
- Société de distribution : Saban Films
- Pays d’origine :  États-Unis
- Langue originale : anglais
- Genre : drame biographique
- Durée : 105 minutes
- Dates de sortie :
  - États-Unis : 19 janvier 2018 (Festival du film de Sundance) ; 14 septembre 2018

## Distribution
- Chloë Sevigny (VQ : Mélanie Laberge) : Lizzie Borden
- Kristen Stewart (VF : Noémie Orphelin ; VQ : Annie Girard) : Bridget Sullivan
- Jay Huguley : William H. Moody
- Fiona Shaw (VQ : Élise Bertrand) : Abby Borden
- Jamey Sheridan (VQ : Benoît Rousseau) : Andrew Borden
- Kim Dickens (VQ : Camille Cyr-Desmarais) : Emma Borden
- Denis O'Hare (VQ : Jacques Lavallée) : John Morse
- Jeff Perry (VQ : Jean-Marie Moncelet) : Andrew Jennings
- Tara Ochs : Susan Gilbert

## Production
En 2015, il est annoncé que le réalisateur belge Pieter Van Hees réalisera le film. Un an plus tard, en raison de différends artistiques, il est remplacé par l'Américain Craig William Macneill.